# Vuelta a España 1955
La Vuelta a España 1955, decima edizione della corsa spagnola, si svolse in quindici tappe, dal 23 aprile all'8 maggio 1955, per un percorso totale di 2 740 km. Fu vinta dal francese Jean Dotto che terminò la gara in 81h04'02" alla media di 33,799 km/h davanti allo spagnolo Antonio Jiménez Quiles e al connazionale Raphaël Géminiani.
Fu un'edizione memorabile. Benché dal lato altimetrico privo di grandi asperità, il Giro di Spagna del '55, corsa di 'rinascita' del grande ciclismo in terre iberiche, vide, tra i suoi partecipanti, quasi tutti i massimi corridori dell'epoca: Bahamontes, Poblet e Lorono tra gli assi spagnoli; Magni e Nencini a difesa dei colori Azzurri; Geminiani e l'abile passista-scalatore Dotto, portacolori francesi. A partire dalla sesta tappa, vinta dal velocista Pierino Baffi, questa Vuelta fu terreno di caccia d'atleti italiani,  che vinsero nove tappe su quindici, compresa la cronosquadre di Madrid e la nostra Nazionale ebbe in Fiorenzo Magni, già trentacinquenne, il corridore più in forma, capace d'imporsi in tre tappe: due in linea; l'altra, individuale contro il tempo disputata sulle strade di Barcelona. Al traguardo finale di Bilbao (la Vuelta veniva allora organizzata da un giornale Basco), il Campione di Vaiano vestì  la maglia azzurra di leader della classifica a punti;  il giovane Giuseppe Buratti riuscì a vincere il trofeo riservato al miglior scalatore della Corsa.

## Tappe
| Tappa  | Data      | Percorso                                    | km    | Vincitore di tappa | Leader cl. generale |
| ------ | --------- | ------------------------------------------- | ----- | ------------------ | ------------------- |
| 1ª     | 23 aprile | Bilbao > San Sebastián                      | 240   | Gilbert Bauvin     | Gilbert Bauvin      |
| 2ª     | 24 aprile | San Sebastián > Bayonne                     | 211   | Gilbert Bauvin     | Gilbert Bauvin      |
| 3ª     | 25 aprile | Bayonne > Pamplona                          | 157   | Antonio Gelabert   | Jesús Loroño        |
| 4ª     | 26 aprile | Pamplona > Saragozza                        | 229   | Jesús Galdeano     | Jesús Loroño        |
| 5ª     | 27 aprile | Saragozza > Lleida                          | 195   | Gabriel Company    | Raphaël Géminiani   |
| 6ª     | 28 aprile | Lleida > Barcellona                         | 230   | Pierino Baffi      | Raphaël Géminiani   |
|        | 29 aprile | giorno di riposo                            |       |                    |                     |
| 7ª     | 30 aprile | Barcellona > Barcellona (cron. individuale) | 29    | Fiorenzo Magni     | Raphaël Géminiani   |
| 8ª     | 1º maggio | Barcellona > Tortosa                        | 213   | Vicente Iturat     | René Marigil        |
| 9ª     | 2 maggio  | Tortosa > Valencia                          | 190   | Pierino Baffi      | René Marigil        |
| 10ª    | 3 maggio  | Valencia > Cuenca                           | 222   | Antonio Uliana     | Jean Dotto          |
| 11ª    | 4 maggio  | Cuenca > Madrid                             | 168   | Donato Piazza      | Jean Dotto          |
| 12ª    | 5 maggio  | Madrid > Madrid (cron. a squadre)           | 15    | Italia             | Jean Dotto          |
| 13ª    | 6 maggio  | Madrid > Valladolid                         | 222   | Fiorenzo Magni     | Jean Dotto          |
| 14ª    | 7 maggio  | Valladolid > Bilbao                         | 308   | Donato Piazza      | Jean Dotto          |
| 15ª    | 8 maggio  | Bilbao > Bilbao                             | 147   | Fiorenzo Magni     | Jean Dotto          |
| Totale | Totale    | Totale                                      | 2 740 |                    |                     |

## Classifiche finali

### Classifica generale - Maglia gialla
| Pos. | Corridore              | Squadra           | Tempo     |
| ---- | ---------------------- | ----------------- | --------- |
| 1    | Jean Dotto             | Francia           | 81h04'02" |
| 2    | Antonio Jiménez Quiles | Catalogna-Aragona | a 3'06"   |
| 3    | Raphaël Géminiani      | Francia           | a 5'05"   |
| 4    | Jesús Loroño           | Spagna            | a 5'52"   |
| 5    | Vicente Iturat         | Catalogna         | a 6'24"   |
| 6    | Gabriel Company        | Baleari           | a 6'30"   |
| 7    | José Serra             | Catalogna         | a 7'31"   |
| 8    | Giuseppe Buratti       | Cadetti italiani  | a 8'42"   |
| 9    | Cosme Barrutia         | Vizcaya           | a 9'37"   |
| 10   | Georges Gay            | Francia           | a 9'44"   |

### Classifica a punti - Maglia azzurra
| Pos. | Corridore       | Squadra | Punti |
| ---- | --------------- | ------- | ----- |
| 1    | Fiorenzo Magni  | Italia  | 128   |
| 2    | Gabriel Company | Baleari | 161   |
| 3    | Jesús Loroño    | Spagna  | 177   |

### Classifica scalatori - Maglia verde
| Pos. | Corridore        | Squadra          | Punti |
| ---- | ---------------- | ---------------- | ----- |
| 1    | Giuseppe Buratti | Cadetti italiani | 35    |
| 2    | Antonio Gelabert | Baleari          | 31    |
| 3    | Gilbert Bauvin   | Francia          | 20    |

### Classifica a squadre
| Pos. | Squadra | Tempo      |
| ---- | ------- | ---------- |
| 1    | Francia | 243h40'11" |